# Чёрный, Анатолий Борисович
Анатолий Борисович Чёрный (род. 1958 год, Черняховск, Калининградская область, РСФСР, СССР) — белорусский государственный деятель. Министр архитектуры и строительства Беларуси (2013—2018).

## Биография

### Образование
- В 1983 окончил Могилёвский машиностроительный институт — по специальности «Строительные и дорожные машины и оборудование».

### Карьера
- с 1976 по 1977 — шофёр Могилёвского автокомбината № 1, шофер управления механизации «Могилёвсельстрой».
- с 1983 по 1986 — мастер управления механизации «Могилёвсельстрой».
- с 1986 по 1999 — мастер, главный механик, начальник производственно-технического отдела, заместитель начальника по производству, главный инженер управления механизации № 106 спецтреста «Могилёвоблсельстрой».
- с 1999 по 2002 — начальник управления механизации № 120 Стройтреста № 12, г. Могилёв.
- с ноября 2002 по 2010 — генеральный директор ОАО «Лавсанстрой», г. Могилёв.
- с сентября 2010 — заместитель председателя Могилёвского облисполкома по вопросам развития строительного комплекса, связи и информатизации, транспорта и коммуникаций, жилищного и коммунального хозяйства, чрезвычайных ситуаций, архитектуры и градостроительства, жилищной политики, дорожного хозяйства, ликвидации последствий катастрофы на ЧАЭС.
- с апреля 2013 — первый заместитель председателя Могилевского облисполкома по вопросам развития строительного комплекса, связи и информатизации, транспорта и коммуникаций, жилищного и коммунального хозяйства, чрезвычайных ситуаций, архитектуры и градостроительства, жилищной политики, дорожного хозяйства, ликвидации последствий катастрофы на ЧАЭС
- с 15 октября 2013 — министр архитектуры и строительства Беларуси. 14 августа 2018 года Указом президента снят с должности министра архитектуры и строительства Беларуси.